# Dinitrammide
La dinitrammide, a volte nota con la sigla DNA, è un composto chimico inorganico avente formula molecolare HN(NO2)2. Da un punto di vista di «chimica descrittiva» è propriamente l'immide dell'acido nitrico, dove due gruppi nitro (-NO2) derivanti dall'acido nitrico sono uniti da un gruppo >NH a ponte, analogamente a quanto avviene per l'ossigeno a ponte (al quale NH è isoelettronico) nell'anidride nitrica, O(NO2)2. Di conseguenza, un nome più corretto dovrebbe essere dinitrimmide.
La molecola di questa immide, derivando dall'acido nitrico, presenta tre atomi di azoto consecutivi legati tra loro. Tuttavia, l'atomo N centrale è allo stato di ossidazione -1 e trivalente (azoto ammidico), mentre gli altri due sono a +4 e pentavalenti (azoto nitrico). Può anche essere considerata un derivato della nitrammide (H2N−NO2), dove un atomo di idrogeno viene rimpiazzato da un secondo gruppo nitro; il nome IUPAC N-nitronitrammide si adatta apparentemente a questa derivazione.
I derivati organici della dinitrammide, R−N(NO2)2, si ottengono sostituendo l'atomo di idrogeno con gruppi alchilici o arilici.
I suoi sali e derivati trovano applicazioni nel campo dei materiali energetici, come comburenti non clorurati in sostituzione del perclorato di ammonio nella formulazione di propellenti, nonché in pirotecnica.

## Proprietà
La dinitrammide si presenta a temperatura ambiente come un liquido mobile, incolore o giallo pallido, di stabilità molto limitata in forma pura, meno stabile della nitrammide, ma in soluzione acquosa o eterea, purché non troppo concentrate (< ~20%), è stabile per giorni. La presenza dei due gruppi nitro rende la dinitrammide un acido forte e a volte viene per questo denominata acido dinitrammidico (o dinitrammico): per reazione con idrossidi metallici, ammoniaca o basi azotate in genere, si ottengono diversi suoi sali.
Da calcoli teorici la dinitrammide risulta essere un composto endotermico, ΔHƒ° = +142 kJ/mol.

### Tautomeria, risonanza e acidità
La dinitrammide, come già accade per il nitrometano e nitrocomposti alifatici in genere con le forme aci- e nitro-, è soggetta ad un equilibrio tautomerico dello stesso tipo:
O2N−NH−N+(=O)–O–  ⇄  O2N−N=N+(−O−)–OH
dove la seconda forma, il tautomero aci-, è minoritaria; in quest'ultima, inoltre, l'atomo H dell'ossidrile si lega con un legame idrogeno intramolecolare a un ossigeno dell'altro gruppo nitro e la molecola assume in realtà una disposizione chiusa ad anello a sei termini con l'atomo H in mezzo a due ossigeni, del tutto simile al caso dell'acetilacetone e beta-dichetoni in genere.
La molecola è un ibrido di almeno quattro forme di risonanza, quelle di ciascuno dei due gruppi nitro (O=N+−O−  ↔ −O−N+=O), ma contribuiscono anche, sebbene con peso molto scarso, quelle generate dalla delocalizzazione del doppietto libero dell'azoto centrale sugli ossigeni di tali gruppi. Questo secondo insieme di forme limite è invece importante nella base coniugata della dinitrammide, l'anione [N(NO2)]−:
−O−(O=)N+−N−−N+(=O)−O−  ↔ −O−(O=)N+−N=N+(−O−)−O−  ↔ −O−(−O−)N+=N−N+(=O)−O−
Queste ultime, combinate con le prime, assommano a un totale di 10 forme limite per la base coniugata, che quindi risulta molto stabilizzata; tale stabilizzazione contribuisce a rendere conto della notevole acidità della dinitrammide, per la quale da varie evidenze sperimentali si desume un pKa di -5,62, con il che la dinitrammide risulta un acido davvero molto forte, a livello del cianoformio  (o tricianometano, -5,1), molto più forte dell'acido nitrico (-1,37) e ovviamente anche della nitrammide, che ha un solo gruppo -M (pKa = 6,55).
In fase gassosa la deprotonazione della molecola richiede 1286± 30kJ/mol; questo valore dell'energia di deprotonazione rappresenta la sua acidità intrinseca, ed è compreso tra quello di 1295±23 kJ/mol dell'acido solforico, che quindi è meno acido, e quello di 1285±11 kJ/mol dell'acido fluorosolforico, che perciò risulta appena più acido (nei limiti delle incertezze).

## Sintesi
Gli approcci alla sintesi generale della dinitrammide e dei suoi sali hanno portato all'individuazione di tre possibili strategie che tengono conto in varia misura della scarsa stabilità della dinitrammide stessa e delle varie instabilità dei possibili precursori: una sintesi «organica» (I) e due sintesi di tipo inorganico (II) e (III):
- I. Questo metodo si basa sulla previa sintesi di alchidinitrammidi R−N(NO2)2, che è molto meno problematica; queste, per l'azione di una base che attacca un atomo di idrogeno in beta a tale gruppo, espellono l'anione stabilizzato della dinitrammide N(NO2)2−, il quale può essere poi protonato a dare la dinitrammide.
- Il. Questo metodo consiste concettualmente nel nitrare ripetutamente l'ammoniaca, o la nitrammide, attuando in qualche modo la sequenza schematica di sintesi: H3N  →  H2N−NO2  →  HN(NO2)2.
- IlI. Questo metodo concerne la sintesi di nuovi sali della dinitrammide a partire da altri già disponibili: MN(NO2)2 + M'X   →  M'N(NO2)2 + MX

### I metodo
Dato che nel secondo metodo compare la nitrammide, che è già poco stabile di suo e che in ambiente basico si decompone molto velocemente ed anche in ambiente acido la sua stabilità peggiora sensibilmente, il primo metodo è quello più largamente seguito. In accordo con tale metodo, il trattamento di molecole come la 2-cianoetildinitrammide con KOH porta al sale di potassio della dinitrammide (KN3O4), con l'eliminazione di acrilonitrile:
(NO2)2N−CH2CH2−C≡N + KOH  →  KN(NO2)2 + CH2=CH−C≡N +  H2O
La reazione è una β-eliminazione (E2) in cui la base forte OH− attacca l'idrogeno in alfa al gruppo -C≡N (gruppo che ne aumenta la lieve acidità); questo promuove l'uscita dell'anione N3O4−, che è una base debolissima e quindi un ottimo gruppo uscente. In queste molecole il gruppo -CN non è specifico, al suo posto altri gruppi elettron-attrattori per effetto mesomero (-M), come -COOR, -CHO, -COR e -COPh, vanno bene ugualmente. Una lieve variazione consiste nell'utilizzo del trimetilsilile (-SiMe3) al posto di -CN, impiegando però un fluoruro alcalino al posto di KOH.
Un'altra possibilità nello stesso ambito prevede di partire dalla nitrourea H2NCONH(NO2); questa viene prima nitrata con tetrafluoroborato di nitronio [(NO2)+(BF4)−] a dinitrourea [H2NCONH(NO2)2] e il successivo trattamento, stavolta con ammoniaca, fornisce il sale di ammonio della dinitrammide, [NH4]+[N(NO2)2]−.

### II metodo
Tra i metodi «inorganici» ci sarebbe la nitrazione diretta dell'ammoniaca con sali di nitronio, ma le rese sono molto basse e ci sono difficoltà di purificazione. La nitrazione della nitrammide è invece più fattibile; in tali casi non solo la scelta dell'agente nitrante è importante, ma anche il mezzo di reazione, l'intervallo di temperatura e il tempo di reazione sono tutti fattori critici. Si trova che alcuni sali di nitronio sono efficaci come agenti nitranti e permettono buone rese con adatti controioni. Tra questi, i migliori sono il tetrafluoroborato (in acetonitrile a 0 °C, 5 minuti, 99%) e il fluorosolfato (in acetonitrile tra -20 °C e -10 °C, 5 minuti, 95-100%), mentre solventi come il diclorometano o l'acetato di etile per questi nitranti non sono adatti; nitranti come l'acido nitrico o l'anidride nitrica, sciolti in anidride acetica o in anidride trifluoroacetica, non danno rese accettabili, come pure la classica miscela solfonitrica. Invece, con il pirosolfato di nitronio [(NO2)2S2O7] in diclorometano a -40 °C si può arrivare ad una resa del 49%, che è ritenuta accettabile. La reazione generale è rappresentabile come segue (dove Y rappresenta l'anione del sale di nitronio):
H2N−NO2 + [NO2]+ [Y]−   →  HN(NO2)2 + HY
Un'altra possibilità si ha con la nitrazione del solfammato di potassio (H2N−SO3K); per trattamento di questo sale con miscela solfonitrica e successiva neutralizzazione con KOH si ottiene il sale di potassio della nitrammide, KN(NO2)2.
Nel caso non occorra che la dinitrammide sia isolata ma sia sufficiente ottenerne una sua soluzione acquosa, si può sciogliere la nitrammide in una soluzione di anidride solforica (20%) in acido solforico (oleum) a -30 °C; la successiva idrolisi in acqua mostra la presenza in soluzione della dinitrammide attraverso il caratteristico spettro UV caratterizzato da λmax = 285 nm e assorbanza ε = 5.670 L·mol-1·cm-1.

### III metodo (sali)
Occorre premettere che già alcune sintesi menzionate sopra portano a sali della dinitrammide. Da questi, in particolare da quelli di metallo alcalino, la dinitrammide è ottenibile piuttosto facilmente: quando il suo sale di potassio [KN3O4], ad esempio, viene messo in sospensione in etere anidro a 0 °C e nella miscela agitata viene fatto gorgogliare HCl anidro, in tal modo precipita KCl e si forma la dinitrammide, che rimane in soluzione; da questa, tenuta a 0 °C, l'etere viene allontanato per evaporazione sotto vuoto.
La via di preparazione concettualmente più diretta, dato che la dinitrammide è un acido, consiste nel far reagire questa (o meglio una sua soluzione, più facile da preparare e decisamente più stabile) con un idrossido metallico (o un ossido, o anche un carbonato), oppure ancora con ammoniaca o ammine, per i corrispondenti sali di ammonio:
n HN3O4 + M(OH)n  →  M(N3O4)n + n H2O
2n HN3O4 + M2On  →  2 M(N3O4)n + n H2O
2n HN3O4 + M2(CO3)n  →  2 M(N3O4)n + n H2O + n CO2
HN3O4 + NH3  →  NH4N3O4
Un'altra via consiste nello scambio di cationi tra un sale di dinitrammide e un sale di altro metallo sfruttando la diversa solubilità in adatto solvente (qui M indica al solito un metallo e X sta per Cl, Br o I):
M1(N3O4)n + M2Xn  →  M2(N3O4)n + M1Xn
Un caso importante di queste reazioni è quello del sale di argento della dinitrammide, AgN3O4, dal quale è facile preparare una serie di sali di altri metalli per reazioni di sue soluzioni acquose con soluzioni acquose di cloruri, bromuri, o ioduri di altri metalli, dato che in tal modo si ha precipitazione del corrispondente alogenuro di argento.